# 笠原拓巳
笠原 拓巳（かさはら たくみ, 1995年7月25日—）是童星talent。屬於放映新社的一員。身高160公分。血型是B型。左撇子。暱稱是笠ピー。出身於日本東京都。

## 人物
- 特技是足球、跳舞（ＨｉｐＨｏｐ）、以及能讓他大量流汗的事（？）。
- 還不能一個人洗澡的樣子。（2005年4月時）
- 2005年4月開始在天才兒童MAX裡作為TV戰士而經常性演出中。
- 2005年開始的時候、他的臉頰圓圓膨膨的，很是豐滿可愛、但是不知道是不是因為在紙飛機達陣賽與主演的天TV連續劇「走れ！拓巳(跑啊!拓巳)」和字面上意思相同的一直跑步的關係,變的瘦多了,也增加了可愛的感覺。
- 最近似乎變得帥多了 。
- 天才兒童max的幸運物的存在。坦率的反應也讓人覺得快樂與可愛。
- 他很會流汗、這幾乎可以算得上是一種特技、在紙飛機達陣賽中他還準備了5件替換用的襯衫。
- 在競賽中幾乎完全幫不上忙、但是在復活優勝的第三回合賽中、作為ジョーキマホーンズ・ワルブル的一員首次達陣,為優勝作出了貢獻。（在2006年度中,他在K-2比賽中做為サイキョウ・シャカリキ的隊長,以K-1出場為目標,但在首場比賽敗退。）
- 魅力點是高亢的聲音與像嬰兒一樣圓圓滾滾的手指。
- 無法好好拿筷子,而是用握住的,但在天TV任務裡已經完美的克服。
- 在天TV任務中沒成功的單槓翻轉、在之後的現場直播完美的達成、演出了5部天TV連續劇的作品,是TV戰士中最多的,非常活躍,令人難以想像他是個新人。
- 在2005年夏季公演的設定中,稱呼前輩de・Lencquesaing望為「おやびん」,仰慕他的地方也很多、似乎是真的非常喜歡他。
- 另外也稱呼村田Chihiro為「姐姐(あねさん)」。
- 一些人對於他特技的舞蹈（ＨｉｐＨｏｐ）有著疑問、但是他確實在ドレミノテレビ裡拚命地？輕快跳著舞。
- 是他事務所的前輩,也是原TV戰士。
- 在2005年11月舉行的NHK教育博覽會2005（天才兒童MAX特別演唱會）中與原TV戰士的井出卓也一起作為來賓而演出。
- 在快樂星期四！進行的企劃「エア祭り！」中,表演了虛擬空中保齡球。
- 在2006年度的『這裡是「週刊優克迪爾」編輯部』中,以「時代は硬派！！(時代是硬派的!!)」為題,表示這時代是"硬派"(在此為"身體僵硬"之意)的時代,與日向滉一一起展示身體僵硬可以保持姿勢正確,而且衣服也不容易皺...等種種好處。

## 主要演出作品

### テレビ
- ドレミノテレビ（NHK）2003 regular
- 親と子のＴＶスクール（NHK）
- ほんとにあった怖い話（富士電視台）ほん怖メンバー
- 天才兒童MAX（NHK）2005～TV戰士regular
- 宇宙船蘇菲亞號的冒險（天才兒童MAX外傳）」（NHK）2005年

### 廣告
- 「バーモントカレー」（ハウス）

### 電影
- タナカヒロシのすべて 2005

## 外部連結
- 官方個人簡介
- 放映新社